# Pternoscirta pulchripes
Pternoscirta pulchripes är en insektsart som beskrevs av Boris Petrovich Uvarov 1925. Pternoscirta pulchripes ingår i släktet Pternoscirta och familjen gräshoppor. Inga underarter finns listade i Catalogue of Life.